# Sentier de grande randonnée 11 (France)
 (janvier 2020).
Si vous disposez d'ouvrages ou d'articles de référence ou si vous connaissez des sites web de qualité traitant du thème abordé ici, merci de compléter l'article en donnant les références utiles à sa vérifiabilité et en les liant à la section « Notes et références ».
Pour les articles homonymes, voir Sentier de grande randonnée 11.
Le sentier de grande randonnée 11 (GR11), surnommé « Tour du Pays d'Île-de-France » (anciennement « Grand Tour de Paris »), est une boucle de 674 kilomètres en Île-de-France, dans l'Aisne et dans l'Oise, à laquelle s'ajoute une branche partant de Paris et rejoignant la boucle à l'ouest de celle-ci. Le GR 11 complet a une longueur d'environ 738 kilomètres.
Précédemment, le GR 11 démarrait dans le parc de Sceaux. En mars 2009, le tracé a été modifié pour que la branche de départ suive le tracé de la Bièvre, y compris dans les zones où elle n'est plus visible. Le nouveau tracé part donc du pont d'Austerlitz à Paris et rejoint l'ancien à l'étang de la Geneste, à Buc.
Le GR 11 passe entre autres par les villes de Chantilly, Coulommiers, Provins, Fontainebleau, Chevreuse, et Mantes-la-Jolie.

## Itinéraire

### De Paris à Villiers-Saint-Frédéric
Le GR 11 commence au niveau du pont d'Austerlitz, sur la rive gauche de la Seine. Il chemine dans les 5e et 13e arrondissements de Paris, puis quitte la capitale au niveau de la poterne des Peupliers. Il traverse ensuite les communes de Gentilly, Arcueil, Cachan, L'Haÿ-les-Roses, Fresnes et Antony. Après le parc Heller d'Antony, il suit les berges de la Bièvre sur les communes de Massy, Igny, Bièvres, Jouy-en-Josas, Les Loges-en-Josas et Buc. Après un passage sous l'aqueduc de Buc, il rejoint l'étang de la Geneste puis les étangs de La Minière à Guyancourt. Il traverse ensuite Saint-Cyr-l'École, la forêt de Bois-d'Arcy, Plaisir et Neauphle-le-Château avant d'atteindre la boucle autour de Paris à Villiers-Saint-Frédéric.

### De Villiers-Saint-Frédéric à Mantes-la-Jolie
Dans le sens horaire, le GR 11 quitte Villiers-Saint-Frédéric vers le nord et traverse la forêt de Beynes. Après la commune d'Autouillet, il longe l'aqueduc de l'Avre, puis passe par les communes de Flexanville, Osmoy, Septeuil, Rosay, Villette, Vert, Mantes-la-Ville, et enfin Mantes-la-Jolie.

### De Mantes-la-Jolie à Chantilly
Le GR 11 traverse la Seine, passe par Limay, entre dans le Vexin et passe ensuite par Saint-Cyr-en-Arthies, Maudétour-en-Vexin, Genainville, Omerville, Magny-en-Vexin. Il entre dans le département de l'Oise et continue vers Lierville, Lavilletertre, fait une petite incursion dans le Val-d'Oise par Chars, et se dirige ensuite à nouveau dans l'Oise vers Hénonville, Berville, Arronville, Bornel, Cires-lès-Mello, Saint-Leu-d'Esserent, Saint-Maximin et Chantilly.

### De Chantilly à Coulommiers

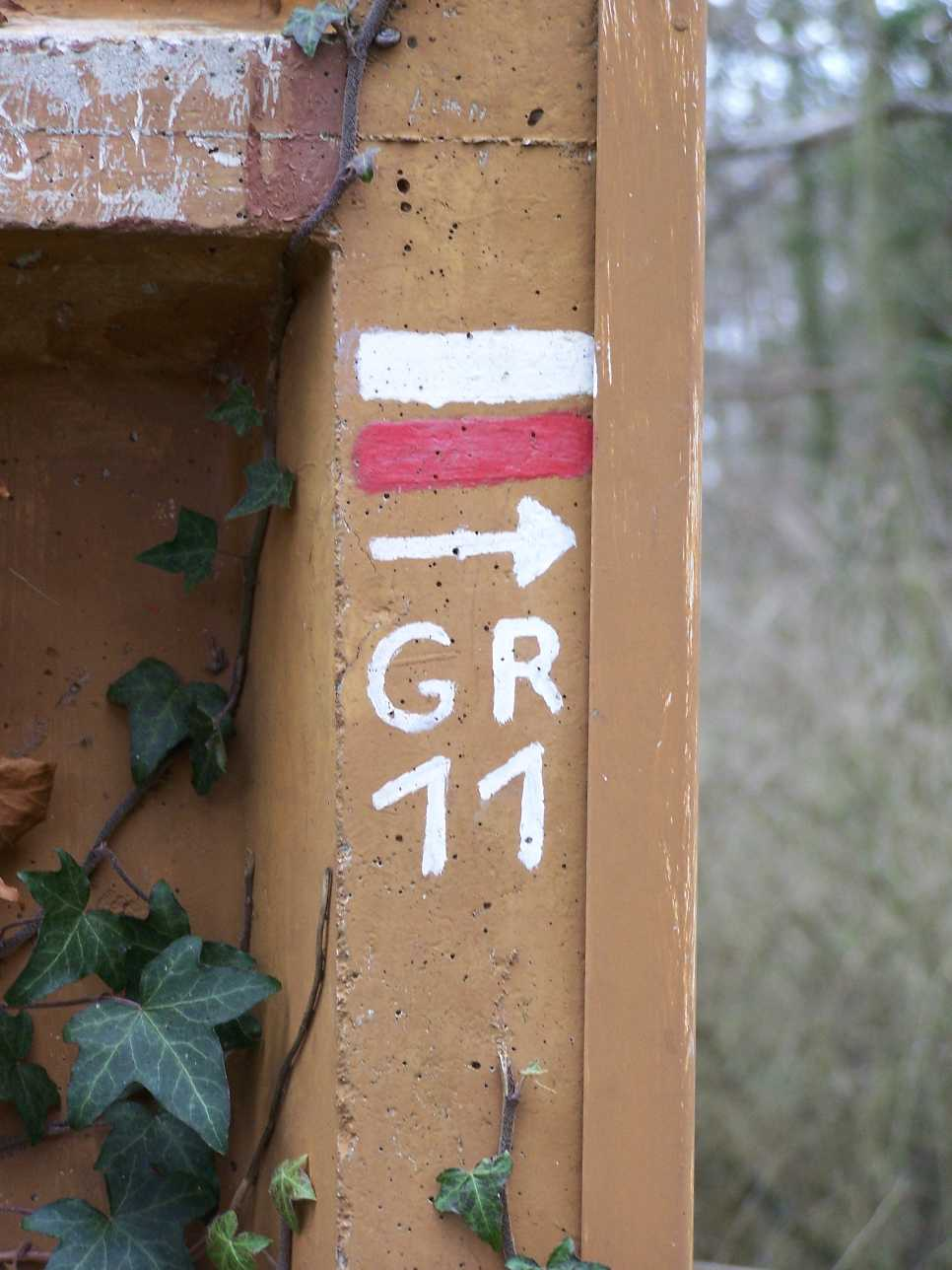
Signalisation du GR 11

Le GR 11 poursuit sa traversée du sud du département de l'Oise avec après la forêt de Chantilly, Senlis, puis la forêt d'Ermenonville en frôlant la Mer de sable, Baron, Versigny, le bois de Droizelles, le bois du Roi, Crépy-en-Valois, le bois de Tillet, Vaumoise, suit la vallée de l'Automne jusqu'à Coyolles. Le GR 11 est désormais dans le département de l'Aisne et passe par la forêt de Retz au sud de Villers-Cotterêts, Oigny-en-Valois, La Ferté-Milon. Il suit maintenant l'Ourcq et son canal en passant par Mareuil-sur-Ourcq, entre en Seine-et-Marne avant Crouy-sur-Ourcq, fait un crochet par May-en-Multien, puis Lizy-sur-Ourcq, la confluence avec la Marne, Isles-les-Meldeuses, la forêt de Montceaux. Il suit ensuite l'aqueduc de la Dhuys jusqu'à Jouarre. Direction ensuite La Ferté-sous-Jouarre, Doue, et enfin Coulommiers.

### De Coulommiers à Provins
Le GR 11 en commun avec le GR 14 part vers l'est de Coulommiers, traverse le Grand Morin, et près de Saint-Siméon part vers le sud en traversant Marolles-en-Brie, le bois de Chevru, Dagny, Beton-Bazoches, Boisdon, la forêt de Jouy, Chenoise, Mortery et arrive à Provins par la porte de Jouy et traverse la ville haute et ses nombreux bijoux architecturaux du Moyen Age.

### De Provins à Fontainebleau
À Provins, le GR11 continue sa route vers le sud en passant par Chalautre-la-Petite, se dirige ensuite vers Longueville, Savins, Thénisy, Donnemarie-Dontilly et Gurcy-le-Châtel. Ensuite, il suit l'aqueduc de la Voulzie jusqu'à Montigny-Lencoup. Puis vient Courcelles-en-Bassée, Saint-Germain-Laval et Montereau. Il passe par la confluence Seine et Yonne, traverse les deux cours d'eau, et part plein sud à travers champs, vers Noisy-Rudignon, Villecerf et remonte ensuite à Ecuelles. le GR11 longe ensuite le canal du Loing jusqu'à Moret-sur-Loing, quitte le Loing pour monter vers Veneux-les-Sablons. Le GR 11 entame ensuite une longue traversée de la forêt de Fontainebleau jusqu'à la Faisanderie et l'O.N.F.

### De Fontainebleau à Chevreuse
Le GR 11 poursuit à l'ouest dans la forêt de Fontainebleau, en longeant les rochers et platières des gorges du Houx, Franchard, les gorges de Franchard. Il traverse Arbonne-la-Forêt, rejoint la ferme de Coquibus et sort du massif au niveau de Moigny-sur-Ecole. Nous sommes maintenant entrés dans le département de l'Essonne . Il suit ensuite la vallée de l'École vers le nord en commun avec le GR 32 en passant par le château de Courances et Dannemois. Ensuite, il se dirige globalement vers l'Ouest par Videlles, le Saut du Postillon, Soisy-sur-Ecole, Nainville-les-Roches, la forêt des Grands Avaux, le hameau de Beauvais, Champcueil, Mondeville et rejoint la vallée de l'Essonne à La Ferté-Alais. Direction ensuite Boissy-le-Cutté, Villeneuve-sur-Auvers, Étréchy, Brières-les-Scellés, Boissy-le-Sec, Villeconin, Souzy-la-Briche, Saint-Chéron, les Grands Bois du Marais et son château, Forges-les-Bains, Limours, Les Molières, Boullay-les-Troux et rejoint enfin les bords de l'Yvette et Chevreuse. Par la même occasion, le GR 11 a rebasculé dans les Yvelines.

### De Chevreuse à Villiers-Saint-Frédéric
Après Chevreuse et le château de la Madeleine, le GR 11 poursuit son tracé vers Saint-Forget, Maincourt-sur-Yvette, Lévis-Saint-Nom, Coignières, Saint-Rémy-l'Honoré, Bazoches-sur-Guyonne, Mareil-le-Guyon, Neauphle-le-Vieux et enfin Villiers-Saint-Frédéric où la boucle est bouclée. Ainsi s'achèvent les 738 kilomètres du GR 11 et sa boucle de 674 kilomètres. Il est possible de repartir vers Paris pour retrouver le point de départ (dans ce cas, il reste encore 64 kilomètres).

## Gares
Cette randonnée peut se découper en plusieurs étapes d'une ou deux journées « de gare à gare ».
Pour prévoir des étapes, Le GR 11 passe non loin des gares suivantes :
- Gare d'Austerlitz[4] (métro lignes 5 et 10, RER C)
- Arcueil Cachan (RER B)
- Antony (RER B)
- Gare de Petit Jouy - Les Loges (RER C)
- Gare de Fontenay-le-Fleury (Ligne N Paris Montparnasse)
- Gare de Villiers - Neauphle - Pontchartrain (Ligne N Paris Montparnasse)
- Gare de Mantes-Station (Ligne J Paris St Lazare)
- Gare de Lavilletertre (ligne J Paris St Lazare)
- Gare de Bornel - Belle-Église (TER Hauts de France ligne Paris Nord - Beauvais )
- Gare de Cires-lès-Mello (TER Hauts de France ligne Creil - Beauvais)
- Gare de Saint-Leu-d'Esserent (ligne H ligne Creil-Pontoise)
- Gare de Chantilly - Gouvieux (RER D et TER Hauts de France ligne Paris Nord-Compiègne)
- Gare de Crépy-en-Valois (ligne K Paris Nord)
- Gare de Villers-Cotterêts (TER Hauts de France ligne Paris Nord-Laon)
- Gare de La Ferté-Milon (ligne P Paris Est)
- Gare de Crouy-sur-Ourcq (ligne P Paris Est)
- Gare d'Isles - Armentières - Congis (ligne P Paris Est)
- Gare de La Ferté-sous-Jouarre (ligne P Paris Est)
- Gare de Coulommiers (ligne P Paris Est)
- Gare de Provins (ligne P Paris Est)
- Gare de Longueville (ligne P Paris Est)
- Gare de Montereau (ligne R Paris Gare De Lyon)
- Gare de Moret-Veneux-les-Sablons (ligne R Paris Gare De Lyon)
- Gare de Fontainebleau - Avon (ligne R Paris Gare De Lyon)
- Gare de La Ferté-Alais (RER D)
- Gare d'Étréchy (RER C)
- Gare de Saint-Chéron (RER C)
- Gare de Saint-Rémy-lès-Chevreuse (RER B)
- Gare de Coignières (ligne N Paris Montparnasse)
- Gare de Villiers - Neauphle - Pontchartrain (Ligne N Paris Montparnasse)